# 大澤美樹
大澤 美樹(おおさわ みき、1976年7月8日- )は大分県臼杵市に生まれ静岡県で育ち。日本ボディスタイリスト協会理事長・タレント。所属事務所はヴィヴィアン。イベント主催2020年10月10日TENSAI天祭を発起。2022年3月9日から生まれ故郷にある無人島を舞台に映画制作をはじめる。映画TSUKIMI発起人。でありプロデューサー。
2025年7月25日に1000人で創る無人島映画祭を発起し、1000人がオンラインでつながり無人島と対岸を繋ぐイベントを開催。
このラストシーンを世界中から集めて入れた映画のエンドロール作成。
2025年10月10日に映画完成

## 来歴
スタイリングの学校を卒業後、スタイリストを経て、外からと内からのコーディネイトに興味を持ち、ボディスタイリストとしてリンパトリートメントを中心としたライフ作りを提案。
リンパの仕組みを学び、エステサロンに勤めて基本から現場を通じて学んだ後、日本ボディスタイリスト協会として各種認定制度の設立。
星座かに座、干支辰年。身長155cm、血液型はB型。
2020年 コロナ禍を機に、いのちの音を奏で合おう「天祭-TENSAI-2020」を開催
2022年 生まれ故郷の対岸の無人島再生活動をスタート「無人島再生プロジェクト」
2024年 出雲神迎えのご縁からメディアポータル事業「reinca-リンカ-」製作中
2025年7月25日 3年間の活動をまとめたドキュメンタリー映画「TSUKIMI」上映
地球環境・再生・社会教育など、セラピストの枠を超え様々な活動や事業を展開中。

## 日本ボディスタイリスト協会
- 法人格 - 特定非営利活動法人
- 活動分野 - 社会教育（人材育成）、保健・医療・福祉（美容）
- 活動対象 - 一般、ベビー、高齢者まで
- 活動地域 - 全国
- 設立年 -2001年2月設立
- 会員構成 - 正会員（10名）、一般会員（1000名）
- 運営スタッフ - 常勤（2名）、非常勤（6名）

## 出演

### TV
- TV放送「所さんの学校では教えてくれないトコロ！」3時間SP 12月
- 「LymphStyle」１週間プログラムショップチャンネル放送

### 雑誌
- 雑誌「SEVEN MONEY CULTURE」2005年
- 雑誌「ar」2006年
- 週刊女性「リンパ特集」10月28日号 2008年
- 雑誌「パンプキン」 3月20日号ベビーリンパ特集掲載 2009年
- 雑誌「BODY+」4月23日号足痩せ特集 2009年
- 雑誌「BODY+」ヒップアップ特集BiSaNaジェル掲載 9月号 2009年
- 雑誌「ViVi10」月号魔女のアイテムにてリンパスタイル掲載 2009年
- 雑誌「Body+」 2月23日発売「ペットボトルで即効やせ！」 2010年
- 雑誌「SEDA」3月7日発売「上向きバスト生活」 2010年
- 雑誌「Tarzan」2月25日発売「ペットボトルで目指せ小顔美男子」 2010年
- 雑誌「ar」4月12日発売「美のモチベーション充電」 2010年
- 雑誌「CUTIE」4月12日発売「ペットボトルで即効デトックス！」 2010年
- 雑誌「RAY」4月23日発売「夏までに絶対脚やせ！」 2010年
- 雑誌「クロワッサン」4月25日発売「きれいの秘密ネホリハホリ」 2010年
- 雑誌「with」4月28日発売「ペットボトルで１週間痩せ」 2010年
- 雑誌「ハナチュー」5月1日発売「ペットボトルダイエット」 2010年
- 雑誌「レタスクラブ」5月10日発売「ペットボトルで即効デトックス！」 2010年
- 雑誌「クロワッサン」5月10日発売「きれいの秘密ネホリハホリ」 2010年
- 雑誌「Zipper」5月23日発売「1分痩せリンパマッサージ」 2010年
- 雑誌「ハナチュー」6月1日発売 2010年
- 雑誌「Steady」8月7日発売「ペットボトルダイエット“夏ポニョ対策”」 2010年
- 雑誌「日経ヘルスプルミエ」12月発売に掲載 2010年
- 雑誌「PHP4月増刊号「くらしラク～る♪」」3月18日  2011年

### 書籍
- 書籍「即効デトックスプログラム」  2009年1月15日発売
- 書籍「1週間リンパスタイルダイエット」 PHP研究所 2010年10月25日発売
- 書籍「ペットボトルで即効デトックス」リットーミュージック 2010年1月18日発売

### DVD
- DVD「バストアップラボ」
- DVD「スリムレッグラボ」
- DVD「ボディスタイリング☆ダイエット」
- DVD「美魔女ラボ」